# Indian Wells Open 2003 - Qualificazioni singolare maschile
Le qualificazioni del singolare maschile dell'Indian Wells Open 2003 sono state un torneo di tennis preliminare per accedere alla fase finale della manifestazione. I vincitori dell'ultimo turno sono entrati di diritto nel tabellone principale. In caso di ritiro di uno o più giocatori aventi diritto a questi sono subentrati i lucky loser, ossia i giocatori che hanno perso nell'ultimo turno ma che avevano una classifica più alta rispetto agli altri partecipanti che avevano comunque perso nel turno finale.
Le qualificazioni del torneo Indian Wells Open 2003 prevedevano 32 partecipanti di cui 8 sono entrati nel tabellone principale.

## Teste di serie
1. Vince Spadea (Qualificato)
2. Hyung-Taik Lee (Qualificato)
3. Olivier Rochus (ultimo turno)
4. André Sá (primo turno)
5. Michel Kratochvil (Qualificato)
6. Karol Beck (Qualificato)
7. Nicolas Kiefer (Qualificato)
8. Robby Ginepri (Qualificato)

1. Brian Vahaly (Qualificato)
2. Sargis Sargsian (Qualificato)
3. Luis Horna (ultimo turno)
4. Franco Squillari (ultimo turno)
5. Jean-René Lisnard (ultimo turno)
6. Gastón Etlis (primo turno)
7. Magnus Norman (ultimo turno)
8. Kristian Pless (ultimo turno)

## Qualificati
1. Vince Spadea
2. Hyung-Taik Lee
3. Brian Vahaly
4. Sargis Sargsian

1. Michel Kratochvil
2. Karol Beck
3. Nicolas Kiefer
4. Robby Ginepri

## Tabellone

### Legenda
| - Q = Qualificato - WC = Wild card - LL = Lucky loser | - ALT = Alternate - SE = Special Exempt - PR = Protected Ranking | - w/o = Walkover - r = Ritirato - d = Squalificato |

### Sezione 1
|  | Primo turno | Primo turno   | Primo turno   | Primo turno | Primo turno |  |  | Ultimo turno | Ultimo turno  | Ultimo turno  | Ultimo turno | Ultimo turno |  |
|  |             |               |               |             |             |  |  |              |               |               |              |              |  |
|  | 1           | Vince Spadea  | 6             | 3           | 6           |  |  |              |               |               |              |              |  |
|  |             | Michael Joyce | 1             | 6           | 1           |  |  | 1            | Vince Spadea  | Vince Spadea  | 7            | 6            |  |
|  | 15          | Magnus Norman | Magnus Norman | 6           | 6           |  |  | 15           | Magnus Norman | Magnus Norman | 65           | 4            |  |
|  |             | Brian Baker   | Brian Baker   | 3           | 3           |  |  |              |               |               |              |              |  |

### Sezione 2
|  | Primo turno | Primo turno       | Primo turno    | Primo turno | Primo turno |  |  | Ultimo turno | Ultimo turno      | Ultimo turno      | Ultimo turno | Ultimo turno |  |
|  |             |                   |                |             |             |  |  |              |                   |                   |              |              |  |
|  | 2           | Hyung-Taik Lee    | Hyung-Taik Lee | 6           | 6           |  |  |              |                   |                   |              |              |  |
|  |             | Peter Luczak      | Peter Luczak   | 4           | 0           |  |  | 2            | Hyung-Taik Lee    | Hyung-Taik Lee    | 6            | 6            |  |
|  | 13          | Jean-René Lisnard | 7              | 63          | 6           |  |  | 13           | Jean-René Lisnard | Jean-René Lisnard | 3            | 4            |  |
|  |             | Alexander Waske   | 62             | 7           | 4           |  |  |              |                   |                   |              |              |  |

### Sezione 3
|  | Primo turno | Primo turno       | Primo turno       | Primo turno | Primo turno |  |  | Ultimo turno | Ultimo turno   | Ultimo turno   | Ultimo turno | Ultimo turno |  |
|  |             |                   |                   |             |             |  |  |              |                |                |              |              |  |
|  | 3           | Olivier Rochus    | Olivier Rochus    | 6           | 6           |  |  |              |                |                |              |              |  |
|  |             | Fernando Meligeni | Fernando Meligeni | 3           | 1           |  |  | 3            | Olivier Rochus | Olivier Rochus | 4            | 2            |  |
|  | 9           | Brian Vahaly      | Brian Vahaly      | 6           | 6           |  |  | 9            | Brian Vahaly   | Brian Vahaly   | 6            | 6            |  |
|  |             | Alexander Reichel | Alexander Reichel | 2           | 4           |  |  |              |                |                |              |              |  |

### Sezione 4
|  | Primo turno | Primo turno     | Primo turno     | Primo turno | Primo turno |  |  | Ultimo turno | Ultimo turno    | Ultimo turno | Ultimo turno | Ultimo turno |  |
|  |             |                 |                 |             |             |  |  |              |                 |              |              |              |  |
|  |             | Nicolás Massú   | Nicolás Massú   | 6           | 6           |  |  |              |                 |              |              |              |  |
|  | 4           | André Sá        | André Sá        | 1           | 2           |  |  |              | Nicolás Massú   | 7            | 65           | 1            |  |
|  | 10          | Sargis Sargsian | Sargis Sargsian | 7           | 7           |  |  | 10           | Sargis Sargsian | 5            | 7            | 6            |  |
|  |             | Scott Draper    | Scott Draper    | 5           | 5           |  |  |              |                 |              |              |              |  |

### Sezione 5
|  | Primo turno | Primo turno       | Primo turno      | Primo turno | Primo turno |  |  | Ultimo turno | Ultimo turno      | Ultimo turno      | Ultimo turno | Ultimo turno |  |
|  |             |                   |                  |             |             |  |  |              |                   |                   |              |              |  |
|  | 5           | Michel Kratochvil | 6                | 65          | 7           |  |  |              |                   |                   |              |              |  |
|  |             | Cecil Mamiit      | 4                | 7           | 63          |  |  | 5            | Michel Kratochvil | Michel Kratochvil | 7            | 6            |  |
|  |             | Gastón Etlis      | Gastón Etlis     | 7           | 6           |  |  |              | Gastón Etlis      | Gastón Etlis      | 5            | 2            |  |
|  | 14          | Justin Gimelstob  | Justin Gimelstob | 5           | 3           |  |  |              |                   |                   |              |              |  |

### Sezione 6
|  | Primo turno | Primo turno        | Primo turno        | Primo turno | Primo turno |  |  | Ultimo turno | Ultimo turno | Ultimo turno | Ultimo turno | Ultimo turno |  |
|  |             |                    |                    |             |             |  |  |              |              |              |              |              |  |
|  | 6           | Karol Beck         | Karol Beck         | 6           | 6           |  |  |              |              |              |              |              |  |
|  |             | Arnaud Di Pasquale | Arnaud Di Pasquale | 4           | 4           |  |  | 6            | Karol Beck   | Karol Beck   | 6            | 6            |  |
|  | 11          | Luis Horna         | 2                  | 6           | 6           |  |  | 11           | Luis Horna   | Luis Horna   | 3            | 2            |  |
|  |             | Attila Sávolt      | 6                  | 3           | 3           |  |  |              |              |              |              |              |  |

### Sezione 7
|  | Primo turno | Primo turno    | Primo turno    | Primo turno | Primo turno |  |  | Ultimo turno | Ultimo turno   | Ultimo turno   | Ultimo turno | Ultimo turno |  |
|  |             |                |                |             |             |  |  |              |                |                |              |              |  |
|  | 7           | Nicolas Kiefer | Nicolas Kiefer | 6           | 6           |  |  |              |                |                |              |              |  |
|  |             | Michaël Llodra | Michaël Llodra | 4           | 3           |  |  | 7            | Nicolas Kiefer | Nicolas Kiefer | 6            | 6            |  |
|  | 16          | Kristian Pless | Kristian Pless | 7           | 6           |  |  | 16           | Kristian Pless | Kristian Pless | 4            | 2            |  |
|  |             | Jürgen Melzer  | Jürgen Melzer  | 63          | 4           |  |  |              |                |                |              |              |  |

### Sezione 8
|  | Primo turno | Primo turno      | Primo turno      | Primo turno | Primo turno |  |  | Ultimo turno | Ultimo turno     | Ultimo turno     | Ultimo turno | Ultimo turno |  |
|  |             |                  |                  |             |             |  |  |              |                  |                  |              |              |  |
|  | 8           | Robby Ginepri    | Robby Ginepri    | 6           | 6           |  |  |              |                  |                  |              |              |  |
|  |             | Prakash Amritraj | Prakash Amritraj | 3           | 3           |  |  | 8            | Robby Ginepri    | Robby Ginepri    | 7            | 6            |  |
|  | 12          | Franco Squillari | 4                | 6           | 7           |  |  | 12           | Franco Squillari | Franco Squillari | 5            | 0            |  |
|  |             | Brendan Evans    | 6                | 1           | 5           |  |  |              |                  |                  |              |              |  |